# Carl Kühner
Carl Friedrich Ludwig Kühner, teilweise auch als Karl Kühner geführt, (* 26. April 1804 in Hildburghausen; † 11. September 1872 in Frankfurt am Main) war ein deutscher Theologe, Pädagoge und Publizist.

## Leben
Nach dem Besuch des Gymnasiums in Hildburghausen absolvierte er ein Theologie- und Pädagogikstudium von 1822 in 1826 in Jena und Leipzig und avancierte schließlich zum Doktor der Philosophie. 1833 war er Seminarinspektor und ab 1836 Rektor aller Schulanstalten in Saalfeld. 1846 wurde er Superintendent und Oberpfarrer. Er amtierte als Hofprediger und Erzieher der herzoglichen Prinzessinnen.
1848 lehnte er einen Ruf als Direktor an die Musterschule in Frankfurt am Main, blieb aber in Kontakt mit dem Historiker Georg Ludwig Kriegk, der zu dieser Zeit Präsident des Frankfurter Schulreform-Vereins war. 1851 wurde Kühner schließlich Direktor der Musterschule. Seine Amtszeit dauerte von Dezember 1851 bis Ostern 1867. In dieser Zeit war er Mitverfasser der für die Schule bearbeiteten Robinson-Crusoe-Ausgabe von Gustav Adolf Gräbner. 1852 gründete er die Allgemeine Lehrerversammlung in Frankfurt am Main, deren erster Vorsitzender er von 1855 bis 1864 war. Ab 1854 war er Mitglied der Gesetzgebenden Versammlung der Freien Stadt Frankfurt.
Kühner verfasste zahlreiche literarische und pädagogische Werke, darunter Erzählungen (Die Geheimnißvollen im Schlosse zu Eishausen, 1852), Lebensbilder (Dichter, Ritter und Patriarch über Friedrich Rückert, 1869) sowie Schul- und Lehrbücher (Thüringer Kinderfreund, seit 1844). Seine 1858 erschienene Schrift Jugendlektüre der Vorzeit gilt als einer der ersten Beiträge zur Geschichte der Jugendliteratur.

## Werke in Auswahl
- Pädagogische Zeitfragen für Eltern und Schulmänner (1863)
- Einladungsschriften der Musterschule, ab 1852
- Beiträge zur Geschichte der Musterschule (1865)